# Perrigny-sur-Loire
Perrigny-sur-Loire – miejscowość i gmina we Francji, w regionie Burgundia-Franche-Comté, w departamencie Saona i Loara.
Według danych na rok 1990 gminę zamieszkiwały 153 osoby, a gęstość zaludnienia wynosiła 10 osób/km² (wśród 2044 gmin Burgundii Perrigny-sur-Loire plasuje się na 758. miejscu pod względem liczby ludności, natomiast pod względem powierzchni na miejscu 630.).